# 만물제동
만물제동(萬物齊同)이란, 장자가 주장했던 「만물은 도(道)의 관점에서 본다면 등가(等價)이다」라는 사상이다.
장자는 사물의 진실된 「도(道)」에 이르는 것이 덕(德)이라고 여겼다. 사람은 습관적으로 시비선악(是非善惡) 같은 것에 분별지식을 쓰려 하지만, 그 판단의 정당성은 결국 알 수 없으며, 또한 한쪽이 소멸하면 다른 한쪽도 존립하지 않는다. 즉 시비선악은 존립의 근거가 똑같이 동질적이며, 그것을 하나로 이루는 절대적인 것이 도(道)이다.
이러한 관점으로 본다면, 귀천(貴賤) 따위의 현실사회에 있는 예법 질서도, 모든 사람의 분별지식 소산에 따른 구별적인 것이라는 것을 알 수 있다. 그뿐만 아니라, 생사(生死)조차 동일하며, 생도 사도 도(道)의 한 모습에 지나지 않는다고 말하는 것이다.

## 같이 보기
- 장자
- 장자 (책)